# Operation: Citadel
Operation: Citadel è il secondo album studio del gruppo musicale belga In-Quest, pubblicato nel 1999.

## Tracce
1. Cross Cursed... – 5:30
2. Festung Stalingrad – 6:55
3. Coïtal Amnesia – 5:11
4. Bombattack Trauma – 8:54
5. Battle Domination – 5:00
6. Operation: Citadel – 6:56
7. Necklacing (The Light in Your Eyes) – 5:01

## Formazione
- Gert Monden - batteria
- Manu Van Tichelen - basso
- Jan Geenen - chitarra ritmica
- Wim Roelants - chitarra solista
- N.G. (Noisegrinder) - voce